# (100047) Leobaeck
(100047) Leobaeck – planetoida z pasa głównego asteroid okrążająca Słońce w ciągu 3,77 lat w średniej odległości 2,42 j.a. Odkryli ją Freimut Börngen i Lutz Schmadel 2 października 1991 roku w Obserwatorium Karla Schwarzschilda w Tautenburgu. Nazwa planetoidy pochodzi od Leo Baecka (1873–1956), jednego z liderów judaizmu liberalnego.